# René Magritte
(René Magritte, Intervista di Maurice Bots, 2 luglio 1951)
René François Ghislain Magritte (Lessines, 21 novembre 1898 – Bruxelles, 15 agosto 1967) è stato un pittore belga.
Insieme a Paul Delvaux è considerato il maggior pittore del surrealismo in Belgio. Dopo iniziali vicinanze al cubismo e al futurismo, il suo stile s'incentrò su una tecnica raffigurativa accuratissima basata sul trompe l'oeil, alla pari di Salvador Dalí e di Delvaux, ma senza il ricorso alla simbologia di tipo paranoide del primo o di tipo erotico-anticheggiante del secondo.
Ma René Magritte, detto anche le saboteur tranquille, cioè il disturbatore silenzioso, per la sua capacità d'insinuare dubbi sul reale attraverso la rappresentazione del reale stesso, non avvicina il reale per interpretarlo, né per ritrarlo, ma per mostrarne il mistero indefinibile. Intenzione del suo lavoro è alludere al tutto come mistero e non definirlo.

## Biografia
Nato a Lessines il 21 novembre 1898, il padre Léopold Magritte era un sarto. Da giovane si trasferisce più volte con la famiglia: nel 1910 si trasferirono a Châtelet, dove sua madre Régina Bertinchamps, due anni dopo, nel 1912, morirà gettandosi nel fiume Sambre. Secondo una versione ricorrente, di cui non è chiara la veridicità, venne ritrovata annegata con la testa avvolta dalla camicia da notte; questo fatto sarebbe rimasto particolarmente impresso in alcuni suoi dipinti come L'histoire centrale, Les amants e Le fantasticherie del passeggiatore solitario.
Con il padre e i due fratelli si trasferisce nuovamente questa volta a Charleroi, per allontanare il dolore della tragedia. Dopo gli studi classici, René volge i suoi interessi alla pittura. Nel 1916 si iscrive all'Accademia reale di belle arti di Bruxelles, città dove la famiglia si trasferisce nel 1918. Segue i corsi di Van Damme, Ghisbert, Combaz e Montald e incontra il pittore Victor Servranckx. Nel 1922 si sposa con Georgette Berger, che aveva conosciuto nel 1913, quando aveva quindici anni. Nel 1923 comincia a lavorare come grafico, principalmente nel design di carta da parati.
I suoi inizi di pittore si muovono nell'ambito delle avanguardie del Novecento, assimilando influenze dal cubismo e dal futurismo. Secondo quanto affermato da lui stesso, la svolta surrealista avviene con la scoperta dell'opera di Giorgio de Chirico, in particolare dalla visione del quadro Canto d'amore, nel quale compaiono, sul fianco di un edificio, un calco della testa dell'Apollo del Belvedere, un gigantesco guanto in lattice da chirurgo e una palla. Profondamente colpito dal dipinto, lo descrive come un'opera ”che rappresentava un taglio netto con le abitudini mentali di artisti prigionieri del talento, dei virtuosi e di tutti i piccoli estetismi consolidati: un nuovo modo di vedere."
Fu proprio questo ideale, dell'artista intento a dipingere semplicemente ciò che vede, che lo portò sempre più verso la sperimentazione, e nel 1925 all'adesione al gruppo surrealista di Bruxelles, composto da Camille Goemans, Marcel Lecomte e Paul Nougé, e a dipingere il suo primo quadro surrealista, Le Jockey perdu (Il fantino perduto), mentre lavora a diversi disegni pubblicitari. Magritte si cimenta nell'impiego tipico delle accademie, accorgendosi però che quello che dipinge non è la realtà bensì ne sta creando una nuova, come avviene nei sogni; cerca così di creare qualcosa più reale della stessa realtà.

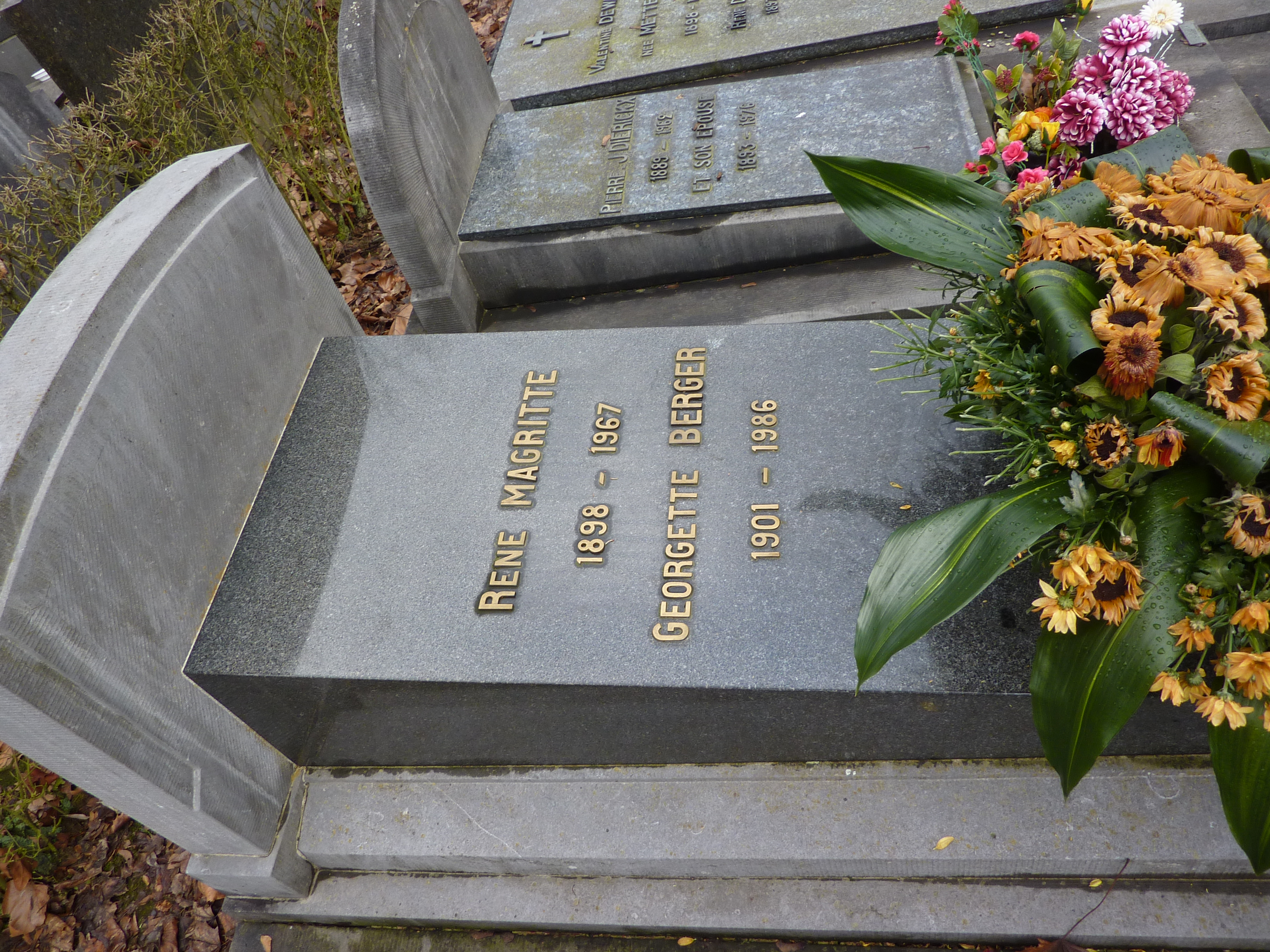
La tomba di Magritte e della moglie Georgette nel cimitero di Schaerbeek

Nel 1926 prende contatto con André Breton, leader del movimento surrealista, che lo colpì al punto di affermare "I miei occhi hanno visto il pensiero per la prima volta", e l'anno successivo si tiene la sua prima mostra personale, presso la galleria Le Centaure di Bruxelles, nella quale Magritte espone ben sessanta opere; successivamente si trasferisce con la moglie a Le Perreux-sur-Marne, nei pressi di Parigi nel 1927.
Nel 1930, dopo l'esperienza parigina, Magritte decide di tornare a Bruxelles insieme con Georgette. I due si trasferiscono al 135 della rue Esseghem di Jette (nel Nord di Bruxelles), in cui Magritte ha vissuto il suo periodo più prospero per 24 anni e creando circa la metà di tutte le sue opere (800 in totale tra tele e disegni). Inoltre è qui che si sviluppano i più importanti momenti del surrealismo belga, poiché l'appartamento di Magritte fungeva da punto d'incontro del gruppo surrealista bruxellese e fu anche il teatro di numerosi eventi (feste in maschera). Paul Nougé, Louis Scutenaire, Irène Hamoir, Marcel Mariën, André Souris e altri si riunivano qui ogni sabato sera. Dal 1999 questo appartamento è stato trasformato nella casa museo dedicata al celebre artista belga.
Nel 1940, per timore dell'occupazione tedesca, si trasferisce con la moglie nel Sud della Francia, a Carcassonne. In questi anni sperimenta un nuovo stile pittorico, detto alla Renoir o solare, che porta avanti sino al 1947. Dalla fine dello stesso anno ha inizio il periodo vache, tuttavia l'esperienza dura pochi mesi. Dopo un ultimo lungo viaggio fra Cannes, Montecatini e Milano, avvenuto nel 1966, muore nel suo letto il 15 agosto del 1967 a Bruxelles, poco dopo la comparsa di un improvviso cancro del pancreas. Viene sepolto nel cimitero di Schaerbeek.

## Stile e tecnica
Il suo stile è definito illusionismo onirico. Egli illustra, ad esempio, oggetti e brani di realtà assurdi: un paio di scarpe che si tramutano nelle dita di un piede o un paesaggio simultaneamente notturno nella parte inferiore e diurno in quella superiore, ricorrendo a tonalità fredde, ambigue, antisentimentali quali quelle del sogno. Scopo dei suoi enigmatici quadri è di creare nell'osservatore un "cortocircuito" visivo.
Magritte è l'artista surrealista che gioca con spostamenti del senso utilizzando sia accostamenti inconsueti sia deformazioni irreali. Del tutto estraneo al suo metodo è l'automatismo psichico: la sua pittura non vuole far emergere l'inconscio dell'uomo, bensì valorizzare oggetti usuali i quali decontestualizzati (ovvero sottratti al loro contesto naturale) appaiono inusuali, estranei all'esperienza. Questo il tema attraverso il quale lo stile svela tratti affini alla metafisica (intesa come movimento artistico e non in campo filosofico): il suo periodo surrealista ha inizio con la scoperta delle opere di Giorgio de Chirico. Da qui il bisogno di creare universi fantastici e misteriosi e pitture sulla natura basate su contenuti apparentemente indecifrabili ed enigmatici.
I suoi quadri suggeriscono uno stile da illustratore (da giovane lavorò come disegnatore di carta da parati, esperienza che gli servì probabilmente a maturare un tratto freddo e impersonale), di connotazione quasi infantile. Essi conservano volutamente un aspetto pittorico, senza alcuna ricerca di illusionismo fotografico. In questo si ravvisa una delle costanti poetiche di Magritte: tradurre in immagine l'insanabile distanza che separa la realtà dalla rappresentazione. Il surrealismo scaturisce a volte esattamente dal cortocircuito che egli opera tra i due termini. In altri quadri invece il rapporto tra immagine naturalistica e realtà si svolge in soluzioni pittoriche dove il quadro nel quadro ha identico aspetto della realtà che rappresenta, al punto da confondersi in essa.
Nel 1928 dipinge Il tradimento delle immagini (Questa non è una pipa), simbolo dell'enigmatico modo di intendere l'arte, due dipinti di pipe di diverse dimensioni unite in una traccia di insieme misteriosa. Di notevole suggestione poetica i suoi "accostamenti" o le sue "metamorfosi" in cui combina, nel medesimo quadro, cieli diurni e paesaggi notturni; accosta, sospesi nel cielo, una nuvola e un enorme masso di pietra; trasforma gli animali in foglie o in pietra.
Uno dei suoi quadri icona è il grande occhio spalancato nel cielo, o al contrario il cielo che si specchia nell'occhio, intitolato Il falso specchio, piaciuto talmente tanto a Luis Buñuel da riprenderlo come scena madre nel suo film Un chien andalou. Il suo surrealismo è dunque uno sguardo molto lucido e sveglio sulla realtà che lo circonda, dove non trovano spazio né il sogno né le pulsioni inconsce. Unico desiderio quello di "sentire il silenzio del mondo", come egli stesso scrisse. Il surrealismo di Magritte si colloca agli antipodi di quello di Dalí mancandovi qualsiasi esasperazione onirica o egocentrica.

## Opere (elenco parziale)
- Il fantino perduto (1926) - Collezione Privata, New York
- L'età della pietra (1926) - Museum Würth, Künzelsau, Germania
- L'assassino minacciato (1926) - Museum of Modern Art, New York
- La Posa incantata (1927)[21]
- Il doppio segreto (1927) - Centre Georges Pompidou, Parigi
- Il dormiente temerario (1927)
- Falso specchio (1928) olio su tela - Museum of Modern Art, New York
- Gli amanti (1928) - Richard Zeisler Collection, New York
- Il tradimento delle immagini (Questa non è una pipa) (1928-29) olio su tela - Collezione privata, New York
- La voce dei venti (1931) olio su tela - Collezione Peggy Guggenheim, Venezia
- La condizione umana (1933) olio su tela - National Gallery of Art, Washington
- Affinità elettive (1933) olio su tela - collezione privata
- La condizione umana II (1935)
- La Clairvoyance (1936)
- La magia nera (1936) - Galerie Brusberg Berlin, Berlino
- La chiave dei campi (1936)
- Il modello rosso II (1937) olio su tela - Edward James Foundation, Chichester, Sussex
- Il tempo pugnalato (1938) olio su tela - Art Institute, Chicago
- La bella prigioniera (1947) olio su tela - Collezione privata, New York
- La Confidence capitale (1950) - Pinacoteca Civica, Savona
- Golconda (1953) olio su tela
- L'impero delle luci (1954) - Collezione Peggy Guggenheim, Venezia
- I misteri dell'orizzonte (1955)
- Souvenir de voyage, (1955) - MOMA, New York
- Le passeggiate d'Euclide (1955) olio su tela - Minneapolis Institute of Arts
- Le vacanze di Hegel (1958)
- La chiave di ghiaccio (1959) olio su tela - The Menil Collection, Houston, Texas
- Il castello dei Pirenei (1959) olio su tela - Israel Museum, Gerusalemme
- La battaglia delle Argonne (1959) olio su tela - Collezione privata, New York
- Il dominio di Arnheim (1962)
- Le grazie naturali (1963)
- La grande famille (1963) olio su tela
- L'uomo con la bombetta (1964) - S. Whiters Swan Collection, New York
- Il figlio dell'uomo (1964) - Collezione privata
- Il paese dei miracoli (1964)
- La firma in bianco (1965) - National Gallery of Art, Washington, D.C.
- Il sorriso del diavolo (1966)
- Scritti, 2 voll., a cura di André Blavier, trad. di Libero Sosio, Abscondita, Milano (2005).

## Corti e documentari
- Documentario - Magritte ou La leçon de choses di Luc de Heusch (1960)
- Cortometraggio - Magritte: The False Mirror di David Sylvester (1970)
- Documentario - Monsieur René Magritte di Adrian Maben (1978)
- Cortometraggio - Hérésie pour Magritte di Gérard Courant (1979)
- Documentario - Magritte , padre del realismo magico , Cinehollywood (2006)
- Cortometraggio - Tradimento delle immagini di Andrea Giancarli (2011)